# رجل الموسيقى (فلم)
رجل الموسيقى (بالإنجليزية: The Music Man) هو فيلم موسيقي تم إنتاجه في الولايات المتحدة وصدر في سنة 1962.

## ترشيحات وجوائز
| السنة | الحدث  | الفئة               | النتيجة  |
| ----- | ------ | ------------------- | -------- |
|       | أوسكار | أفضل موسيقى تصويرية | فـــــوز |

## الميزانية والإيرادات
حقق أرباحا تقدر بـ 14,953,846 دولار.

## وصلات خارجية
- مقالات تستعمل روابط فنية بلا صلة مع ويكي بيانات